# It Should Happen to You
It Should Happen to You is een Amerikaanse filmkomedie uit 1954 onder regie van George Cukor. De film werd destijds in Nederland uitgebracht onder de titel Morgen ben ik beroemd.

## Verhaal
Gladys Glover heeft juist haar baan als model verloren, wanneer ze de filmmaker Pete Sheppard leert kennen. Pete wordt meteen verliefd op haar, maar Gladys heeft andere zorgen aan haar hoofd. Wanneer ze ineens erg populair wordt door een reclamebord met haar gezicht erop, laat de rokkenjager Evan Adams zijn oog op haar vallen. Hij schrijft een toneelstuk voor Gladys, waar Pete niet tegen op kan.

## Rolverdeling
| Acteur            | Personage      |
| ----------------- | -------------- |
| Judy Holliday     | Gladys Glover  |
| Peter Lawford     | Evan Adams III |
| Jack Lemmon       | Pete Sheppard  |
| Michael O'Shea    | Brod Clinton   |
| Vaughn Taylor     | Entrikin       |
| Connie Gilchrist  | Mevrouw Riker  |
| Walter Klavun     | Bert Piazza    |
| Whit Bissell      | Robert Grau    |
| Constance Bennett | Panellid       |
| Ilka Chase        | Panellid       |
| Wendy Barrie      | Panellid       |
| Melville Cooper   | Panellid       |

## Prijzen en nominaties
| Jaar | Prijs                    | Categorie               | Genomineerde(n) | Uitslag     |
| ---- | ------------------------ | ----------------------- | --------------- | ----------- |
| 1954 | Oscars                   | Beste kostuumontwerp    | Jean Louis      | Genomineerd |
| 1954 | Writers Guild of America | Best geschreven komedie | Garson Kanin    | Genomineerd |